# Prionodon pardicolor
El linsang manchado (Prionodon pardicolor) es una especie de mamífero carnívoro de la familia Prionodontidae, que habita en los bosques del centro del Himalaya y sudeste de Asia.

## Características
Es un animal, largo, esbelto, similar a un gato y de hábitos arbóreos. Tiene de 38-41 cm de largo de la nariz a la base de la cola. La cola tiene de 33-35 cm de larga. Pesa alrededor de un kilogramo. La cabeza se asemeja a la de un zorro, pero con el hocico más largo. Tiene ojos grandes y oscuros ideales para la visión nocturna. La audición es aguda y la punta de la orejas es móvil. El pelaje es denso y está salpicado con manchas distribuidas en filas longitudinales. El color varía de naranja a marrón pálido. La larga y velluda cola está surcada por ocho a diez anillos oscuros. Posee garras retráctiles en las extremidades.

## Reproducción
La temporada de reproducción es en febrero y en agosto. Cada hembra puede concebir de una a dos crías por año. Se cree que el ciclo reproductivo es de 11 días. Generalmente pare una cría y los recién nacidos pesan 40 g. Los cachorros permanecen ocultos en agujeros de los árboles donde permanecen hasta el destete.

## Comportamiento
El linsang manchado es un depredador arborícola. Sus garras largas y afiladas, y su cuerpo largo y delgado le ayuda a desplazarse entre las ramas de los árboles. A pesar de ser principalmente arbóreos, también pasa parte del tiempo cazando en el suelo. Tiene hábitos nocturnos y duermen durante el día en guaridas en troncos y raíces de árboles. Los nidos están protegidos con hojas secas y ramas. Se alimentan principalmente de roedores, pájaros, insectos, reptiles pequeños, ranas, huevos y carroña. Adicionalmente se sabe que comen frutas.